# Lorenzo Ebecilio
Lorenzo Ebecilio (* 24. September 1991 in Hoorn, Niederlande) ist ein niederländischer Fußballspieler surinamischer Abstammung.

## Karriere

### Verein
Ebecilio begann mit dem organisierten Fußballspielen als Kind bei VV de Blokkers aus seiner Heimatstadt Hoorn. Über die Jugendabteilung von HVV Hollandia kam er zu AZ Alkmaar. In dieser Zeit erlitt er 2005 einen Herzanfall, aufgrund dessen ihm ein Defibrillator eingesetzt wurde. Er erholte sich, spielte wieder bei Hollandia und kam 2006 zum AFC Ajax nach Amsterdam. In der B-Jugend der Amsterdamer entwickelte er sich zum Stammspieler und wurde mit dem Team niederländischer Meister der Altersklasse. Lohn war ein Dreijahresvertrag bei Ajax.
Unter A-Jugendtrainer Frank de Boer konnte Ebecilio seine Qualitäten als Stürmer unter Beweis stellen. Nach zwei Jahren in der A-Jugend kam er in die Nachwuchsauswahl Jong Ajax. De Boer übernahm im Dezember 2010 das Traineramt der ersten Elf von Ajax. Er holte Ebecilio in den Eredivisie-Kader, ließ den Linksfuß bereits am 12. Dezember 2010 im Auswärtsspiel bei Vitesse Arnheim in der Startelf auflaufen und 71 Minuten als Linksaußen neben Siem de Jong spielen. In der Rückrunde 2010/11 gehörte er zur Stammformation de Boers und kam auch in der Europa League viermal zum Einsatz. Sein erstes Ligator erzielte er am 6. März 2011 zum 3:0 beim 4:0-Sieg gegen seinen Jugendverein AZ; gegen Excelsior Rotterdam traf er beim 4:1 am 24. April 2011 gleich doppelt. Im April 2011 verlängerte Ebecilio seinen Vertrag bei Ajax bis 2014. Mit Ebecilio als Stammspieler gewann der AFC Ajax die Meisterschaft. Auch an der erfolgreichen Verteidigung des Titels war er mit mehr als 20 Einsätzen beteiligt, jedoch konnte er seine Stammposition nicht halten: Frank de Boer bevorzugte den von RKC Waalwijk zurückgekehrten erfahreneren Derk Boerrigter auf der Linksaußenposition. In der Saison 2012/13 wurde Ebecilio lediglich noch in der zweiten Mannschaft Jong Ajax eingesetzt. In der Winterpause verhandelten Ajax und Ebicilio daher über einen Transfer zu Metalurg Donetsk.

### Nationalmannschaft
Am 9. Februar 2011 gab Ebecilio sein Debüt in der niederländischen U-21-Nationalmannschaft (Jong Oranje) beim 0:1 gegen die tschechische U-21-Auswahl.

## Erfolge
- Niederländischer Meister: 2011, 2012

## Privates
Lorenzo Ebecilio ist ein Cousin von Nationalspieler Jeffrey Bruma und Marciano Bruma. Lorenzos jüngerer Bruder Kyle Ebecilio stand unter anderem beim englischen FC Arsenal unter Vertrag.